# Championnats du monde de pentathlon moderne 1998
Navigation
Édition précédente Édition suivante
Les Championnats du monde de pentathlon moderne 1998 se sont tenus à Mexico,  Mexique.

## Podiums

### Hommes
| Épreuves    | Or                                                       | Argent                                                              | Bronze                                                     |
| ----------- | -------------------------------------------------------- | ------------------------------------------------------------------- | ---------------------------------------------------------- |
| Individuel  | France Sébastien Deleigne                                | États-Unis Vakht'ang Iagorashvili                                   | Biélorussie Andrey Smirnov                                 |
| Par équipes | Mexique Horacio de la Vega Sergio Salazar Abdias Salazar | Hongrie Gábor Balogh Ákos Hanzély Péter Sárfalvi                    | France Frédéric Clercq Sébastien Deleigne Christophe Ruer  |
| Relais      | Allemagne Jan Veder Oliver Strangfeld Valeri Andreev     | Lituanie Andrejus Zadneprovskis Edvinas Krungolcas Eugenius Senuita | France Olivier Clergeau Frédéric Clercq Sébastien Deleigne |

### Femmes
| Épreuves    | Or                                                         | Argent                                                | Bronze                                              |
| ----------- | ---------------------------------------------------------- | ----------------------------------------------------- | --------------------------------------------------- |
| Individuel  | Pologne Anna Sulima                                        | Hongrie Zsuzsanna Vörös                               | Pologne Paulina Boenisz                             |
| Par équipes | Pologne Paulina Boenisz Dorota Idzi Anna Sulima            | Royaume-Uni Kate Allenby Sian Lewis Stephanie Cook    | Hongrie Bea Simóka Zsuzsanna Vörös Katalin Partics  |
| Relais      | Pologne Iwona Dabrowska-Kowalewska Dorota Idzi Anna Sulima | Allemagne Tanja Meyer-Efland Elena Reiche Kim Raisner | Royaume-Uni Stephanie Cook Julia Allen Kate Allenby |